# Acil
Acil, acilna grupa (IUPAC ime: alkanoil), je funkcionalna grupa koja nastaje uklanjanjem jedne ili više hidroksilnih grupa sa oksokiselina.
U organskoj hemiji, acilna grupa je obično izvedena iz karboksilne kiseline. Njena formula je R-, gde R označava alkil grupu koja je vezana za CO grupu jednostrukom vezom. Mada se ovaj termin skoro uvek primenjuje na organska jedinjenja, acilne grupe mogu u principu biti derivati drugih tipova kiselina kao što su sulfonske kiseline i fosfonati.

## Acil jedinjenja
Široko-poznata acil jedinjenja su acil hloridi, kao što je acetil hlorid i benzoil hlorid. Ova jedinjenja, koja se tretiraju kao izvori acilijum katjona, su dobri reagensi za dodavanje acil grupa na različite supstrate. Amidi i estri (RC(O)OR’) su klase acil jedinjenja, kao što su i ketoni (RC(O)R) i aldehidi (RC(O)H).

## Nomenklatura
Imena acil grupa se tipično izvode iz odgovarajućih kiselina zamenjujući kiselinski završetak -ska sa -il kao što je prikazano u sledećoj tabeli. Obratite pažnju da metil, etil, propil, butil, etc. koji se završavaju na -il nisu acil nego su alkil grupe izvedene iz alkana. IUPAC nomenklatura se preporučuje, ali je retko korišćena.
| Ime acil grupe () | Ime acil grupe () | Ime karboksilne kiseline () | Ime karboksilne kiseline () |
| uobičajeno        | sistemsko         | uobičajeno                  | sistemsko                   |
| ----------------- | ----------------- | --------------------------- | --------------------------- |
| formil            | metanoil          | mravlja kiselina            | metanska kiselina           |
| acetil            | etanoil           | sirćetna kiselina           | etanska kiselina            |
| propionil         | propanoil         | propionska kiselina         | propanska kiselina          |
| benzoil           | benzoil           | benzojeva kiselina          | benzojeva kiselina          |
| akril             | propenoil         | akrilna kiselina            | propenska kiselina          |